# Hans Georg Zambona
Hans Georg Zambona (* 19. März 1928 in Bochum) ist ein deutscher Komponist, Pianist und Schriftsteller.

## Leben und Werk als Musiker
Hans Georg Zambona ist ein Schüler von Walter Gieseking.
Zambona wurde als ausübender Künstler insbesondere bekannt durch seine Mitgliedschaft im Duo Classique, in dem er gemeinsam mit dem Geiger Karl-Heinz Schwarz zwischen 1960 und 1985 weltweit Konzertreisen unternahm. Bei EMI sind zwei Schallplatten des Duo Classique mit kammermusikalischen Werken von Wolfgang Amadeus Mozart, Franz Schubert, Robert Schumann und Hans Georg Zambona erschienen (1974/78). Hervorzuheben ist hier insbesondere die Einspielung des selten gespielten Fragments der Violinsonate C-Dur KV 403 von Mozart.
Hans Georg Zambona erhielt 1954 zusammen mit Carlos Veerhoff den Förderpreis des Robert-Schumann-Preises der Stadt Düsseldorf.
Seine Oper „Casanova in Trient“ sowie sein Ballett „Bahnsteig 5“ wurden 1969 in Ulm am Theater uraufgeführt. Zambona verfasste außerdem weitere Opern, Sinfonien, Lieder und Kammermusik, insbesondere Werke für Violine und Klavier. Sein siebensätziges „Hildegardis-Streichquartett“ zu Ehren von Hildegard von Bingen wurde 2001 in Bingen am Rhein vom Tamen-Streichquartett uraufgeführt. 

## Zwölftonmusik und Ästhetik
Die Musik des Komponisten, dessen erklärtes Vorbild die Musik Mozarts ist, orientiert sich an einem uneingeschränkten Primat der Melodie, was er als „melodische Zwölftonmusik“ versteht. Die atonalen, nie jedoch avantgardistisch konstruierten Werke bleiben stets im Rahmen einer „erweiterten“ und modifizierten klassischen Ordnung.

## Schriftstellerei
Als Autor ist Zambona in den 1970er Jahren mit dem kulturphilosophischen Werk „Grenzen der Seele – Weg und Schicksal europäischer Kultur“ hervorgetreten (Düsseldorf, Econ 1972). Später erschien der Schlüsselroman „Lämmer und Wölfe“ (Frankfurt, Haag & Herchen 1998).